# 私刑教育系列
《私刑教育》（英語：The Equalizer）是美國間諜驚悚影視系列，最初由邁克爾·斯隆和理查德·林德海姆共同創作。該系列源自1985年至1989年由哥倫比亞廣播公司（CBS）播出的電視劇，主演是愛德華·伍德沃德。隨後，這個概念被兩次重新啟動，首先是由丹澤爾·華盛頓主演的兩部電影（2014年的《私刑教育》和2018年的《私刑教育2》），在2023年推出第三部電影。其次是在2021年重新構思的電視連續劇，同樣在哥倫比亞廣播公司（CBS）上播出，由皇后·拉蒂法飾演羅賓·麥考（Robyn McCall）。
原創聯合創作者邁克爾·斯隆（Michael Sloan）創作了以勞勃·麥考（Robert McCall）為主角的一系列小說，第一卷於2014年出版。
該系列的故事圍繞著一名退休情報特工，他擁有神秘的過去，利用以前職業生涯中的技能來為陷入危險境地的無辜者伸張正義。同時，他也不時地與他過去從事秘密行動的人打交道，這些人想要把他拉回來或者算賬。

## 電視劇

### 原創系列（1985年至1989年）
原劇總共推出了四季，每季包含22集。最初，該劇續訂了第五季，這導致基思·薩拉巴伊卡拒絕參演《午夜來電》中的角色。然而，由於哥倫比亞廣播公司和環球影業之間對續訂《她寫的謀殺案》的爭執，該劇後來被取消了。在《均衡器的故事》這套DVD套裝的創作過程中，執行製片人科爾曼·拉克（Coleman Luck）還提到，環球影業要求為與《夏威夷之虎》合作的劇集提供劇本，雖然這遭到了劇組人員的反對，因為這兩部劇的風格迥異。最終，並未實現這種交叉合作，該集被重寫為“無法控制”。
該劇的主題音樂是由作曲家/表演者斯圖爾特·科普蘭（Stewart Copeland）創作的，這是他在主題音樂創作方面的首次嘗試，這也是他在該領域取得長期職業成功的開始。這首曲目被稱為“繁忙的均衡”，並且在他的專輯《均衡器和其他懸崖吊架》中有一個擴展版本。

### 重啟系列（2021年至2025年）
在2019年11月，哥倫比亞廣播公司（CBS）宣布他們正在開發一個重啟版，由奎因·拉提法（Queen Latifah）飾演主角羅賓·麥考爾（Robyn McCall）。安德魯·馬洛和特里·米勒被指定為該劇的主要執行製片人，而拉蒂法本人也擔任執行製片人。於2020年1月27日，CBS正式訂購了這個新版本的試播集。
該劇是CBS在2020年2月訂購的14個試播集之一，但由於COVID-19大流行導致許多地方無法拍攝試播集，於次年3月迅速轉為正式劇集。
2020年5月8日，CBS宣布正式接納了這部劇，並且新增了克里斯·諾斯（Chris Noth）飾演威廉·畢肖普（William Bishop），一位前中央情報局局長，性格古怪，與拉蒂法（Latifah）的角色相反。該劇於2021年2月7日超級碗LV後首播。
2021年3月，該劇獲得了第二季的續訂，並於2021年10月10日首播。2022年5月，該劇再次獲得第三季和第四季的續訂。第三季於2022年10月2日首播。

## 電影系列

### 《私刑教育》（2014年）
根據報導，2010年6月，羅素·高爾計劃將《私刑教育》改編成電影，由保羅·哈吉斯執導，克勞將扮演羅伯特·麥考爾的角色。
2011年12月，丹澤爾·華盛頓被宣佈出演電影版的主角，該電影由索尼影視娛樂公司和Escape Artists資助。導演安東尼·法奎於2013年3月21日加入執導團隊，繼華盛頓在2001年奧斯卡獲獎影片《震撼教育》的成功合作後再次攜手合作。2013年5月10日，克蘿伊·葛蕾絲·摩蕾茲宣布成為聯合主演；安娜·坎卓克、凱莉·麥當勞和妮娜·杜波夫也曾被考慮。2013年5月31日，梅莉莎·李歐出演該片。里奧曾在2012年的電影《機密真相》中與華盛頓合作，並在《全面攻佔：倒數救援》（2013年）中再次與法奎合作。巧合的是，里奧實際上客串了原版《私刑教育》電視連續劇《叛逃者》第一季的一集，其中她扮演了一名前蘇聯特工的女兒，她在麥考爾的幫助下叛逃到了美國。5月17日，馬爾頓·索卡斯（Marton Csokas）被選出演反派角色。
《私刑教育》在北美地區的票房達1.015億美元，在其他地區的票房為9080萬美元，全球總票房達1.923億美元，而淨製作預算為5500萬美元。

### 《私刑教育2》（2018年）
2014年2月24日，在《私刑教育2》上映前七個月，索尼影業和Escape Artists宣布他們計劃拍攝續集，劇本將由李察·威克再次撰寫。2014年10月初，安托萬·福卡表示，只有觀眾和丹澤爾·華盛頓願意，才會製作電影的續集。他說這個角色非常有趣，續集可以增加更多的國際風味。
2015年4月22日，索尼正式宣布製作續集，華盛頓將回歸扮演義警羅伯特·麥考爾。福卡的回歸尚未確認。2016年9月，製片人托德·布萊克透露，電影劇本已經完成，福卡將回歸執導，拍攝計劃於2017年9月開始。
《私刑教育2》在美國和加拿大的票房為1.021億美元，在其他地區的票房為8830萬美元，全球總票房為1.904億美元，而製作預算為6200萬美元。

### 《私刑教育3》（2023年）
華盛頓和導演安東尼·法奎回歸的第三部電影於2022年10月在意大利阿馬爾菲海岸開拍。該電影於2023年9月1日上映
。

## 外部連結
- 互联网电影数据库（IMDb）上《私刑教育系列》的资料（英文）